# Gare de Morez
La gare de Morez est une gare ferroviaire française de la ligne d'Andelot-en-Montagne à La Cluse (dite « Ligne des Hirondelles »), située sur le territoire de la commune de Hauts de Bienne, dans le département du Jura, en région Bourgogne-Franche-Comté.
Elle est mise en service en 1900. C'est une gare de la Société nationale des chemins de fer français (SNCF), desservie par des trains TER Bourgogne-Franche-Comté.

## Histoire
La gare était, à son ouverture le 12 août 1900, le terminus de la ligne venant d'Andelot. Du fait du prolongement vers Saint-Claude en 1912, elle est devenue gare de rebroussement.
De 1921 à 1958, la gare permettait la correspondance avec la ligne à voie métrique Nyon-Saint-Cergue-Morez (NStCM) vers la Suisse.

## Situation
Établie à 736,7 mètres d'altitude, la gare de Morez est située au point kilométrique (PK) 49,462 de la ligne d'Andelot-en-Montagne à La Cluse, entre les gares ouvertes de Morbier et de Saint-Claude. Elle est séparée de cette dernière par les gares aujourd'hui fermées de Pont-du-Saillard, Tancua, Lézat, La Rixouse - Villard et de Valfin-lès-Saint-Claude. 

## Service des voyageurs

### Accueil
La gare est ouverte tous les jours et une borne libre service est à la disposition de la clientèle. Il n'y a pas de guichet, mais des distributeurs de billets régionaux sont à disposition. La gare est établie en cul-de-sac. Elle dispose d'un poste d'aiguillage de type PRS (Poste à relais simplifié) permettant la manœuvre des aiguilles dans sa zone.
Une animation touristique est proposée sur cette ligne, permettant de découvrir les paysages du massif du Jura et les prouesses techniques nécessaires à l'établissement de la ligne des Hirondelles. Pour relier la gare de Morbier (861 m d'altitude) à celle de Morez (736 m), distantes seulement de 1500 m à vol d'oiseau, il a fallu construire six viaducs courbes et en pente, et percer trois souterrains courbes et en pente, pour un parcours total de 5,6 km.

### Desserte
La gare est desservie par des trains régionaux du réseau TER Bourgogne-Franche-Comté circulant entre Saint-Claude et Andelot. Certains trains sont prolongés jusqu'à Dole.

## Galerie de photographies

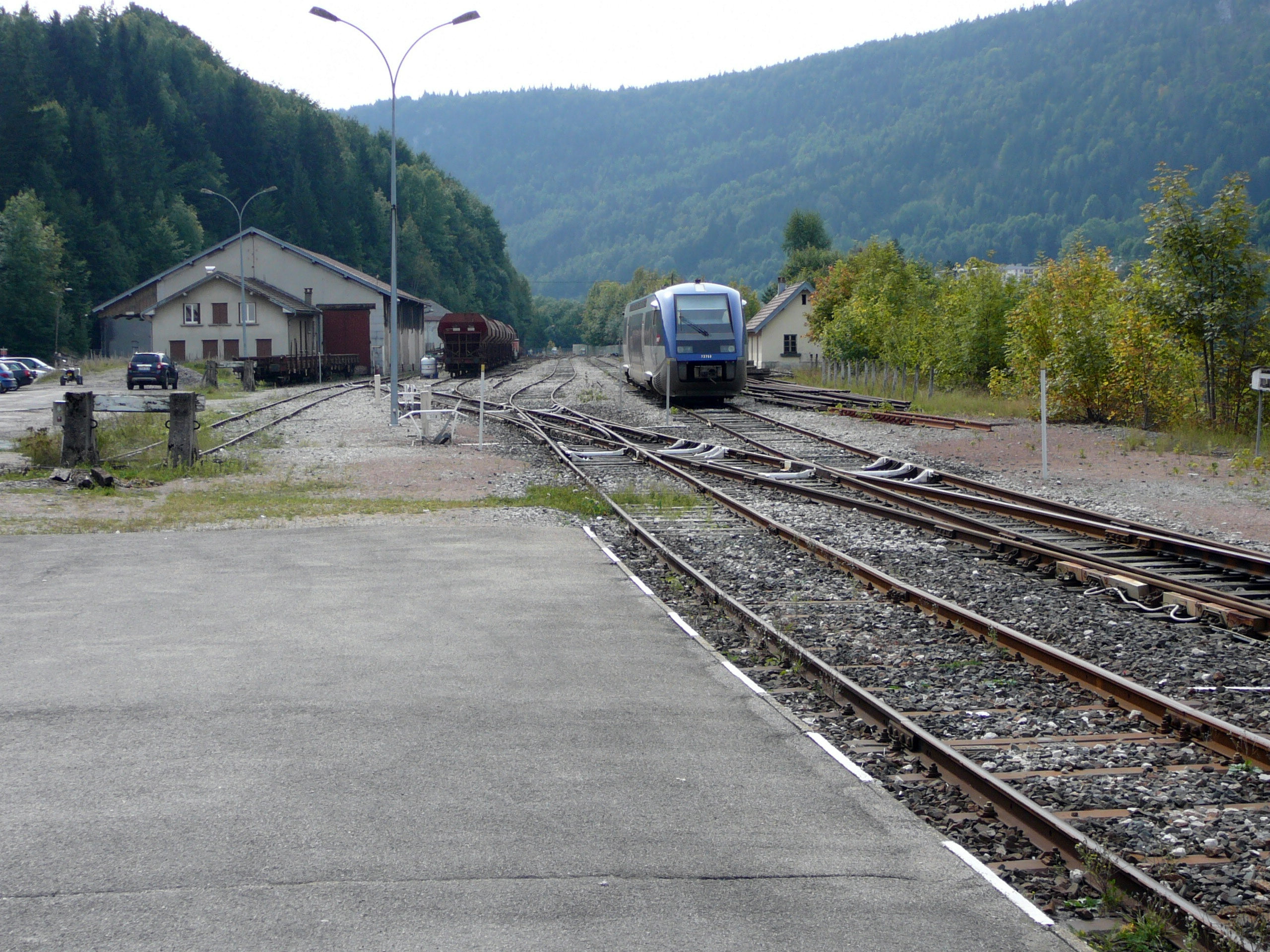
Halle à marchandises, Voies de remise et ATER 73500 en approche de la gare côté sud.
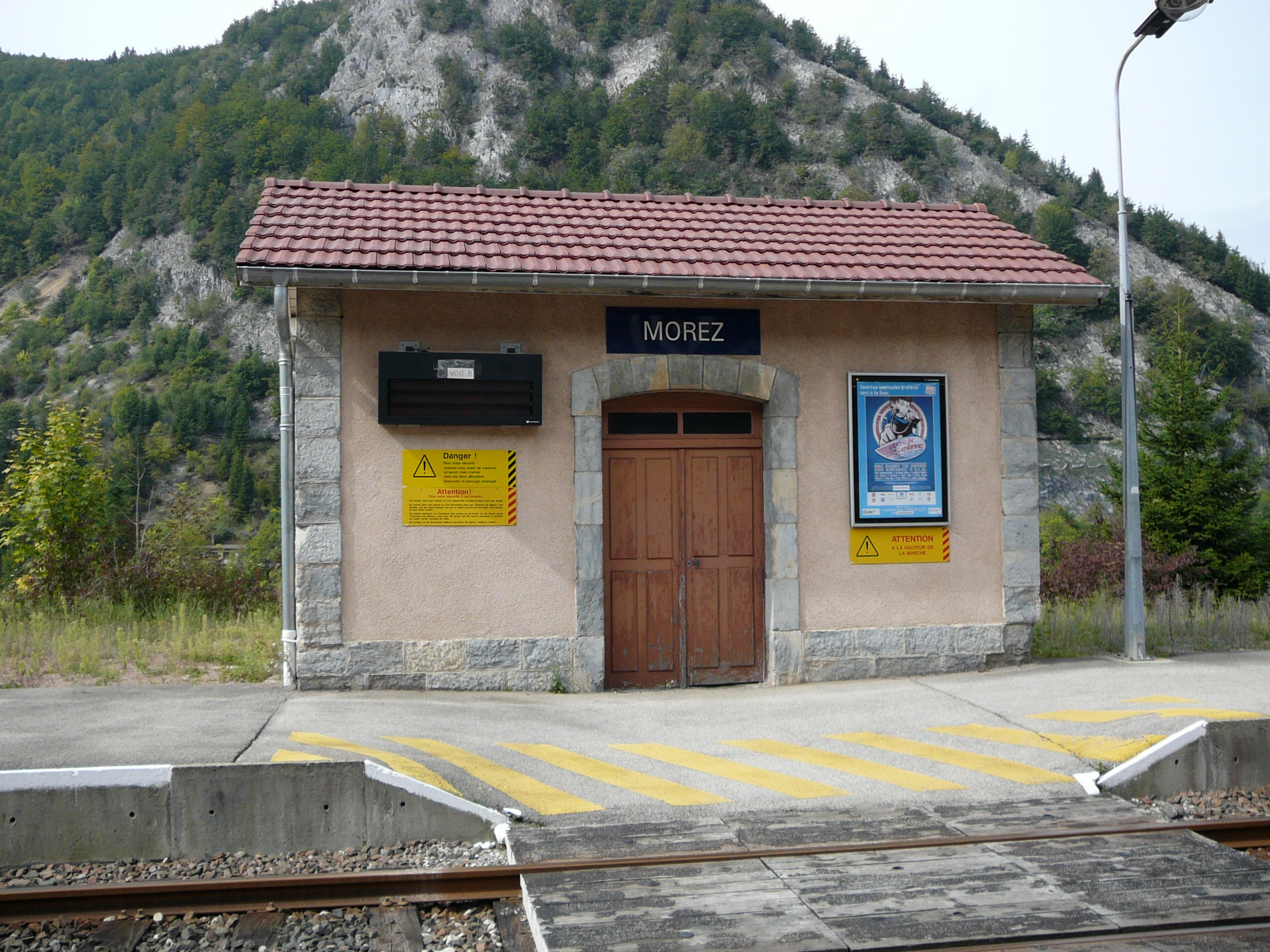
Abri du quai no 2.
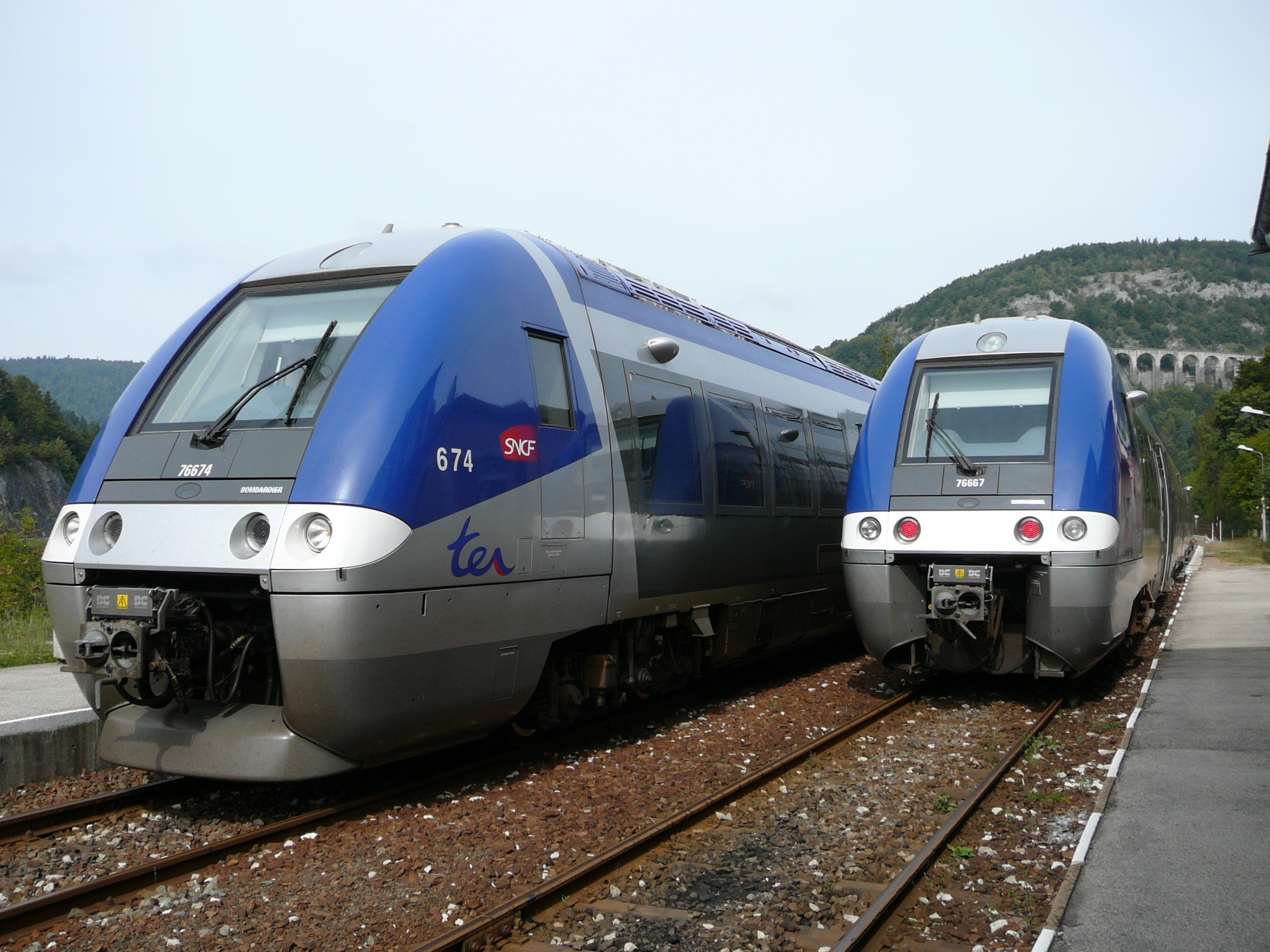
Croisement de 2 autorails 76500 XGC en gare de Morez, au fond le viaduc des Crottes en direction d'Andelot.
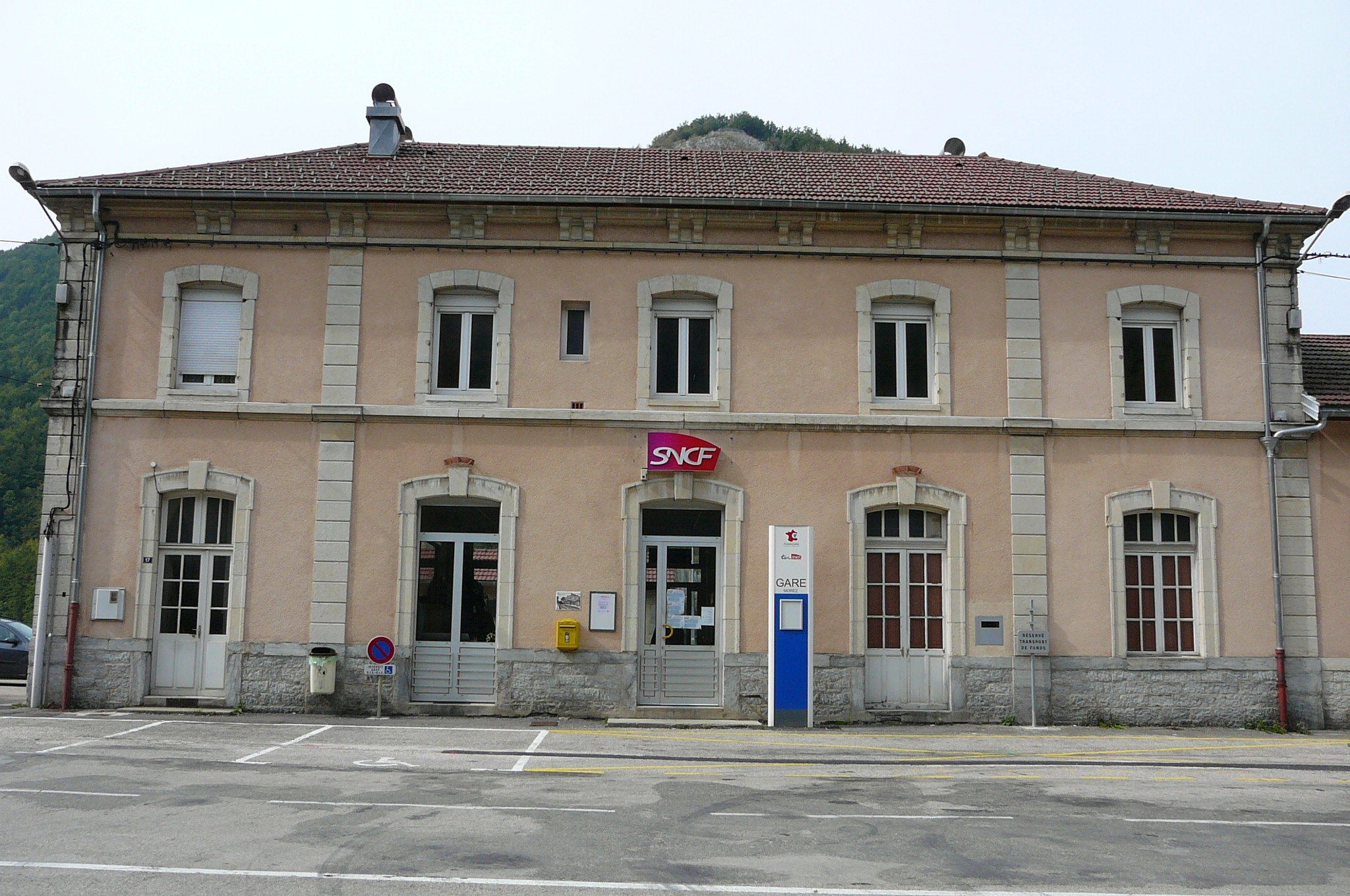
La gare côté parking et cour.
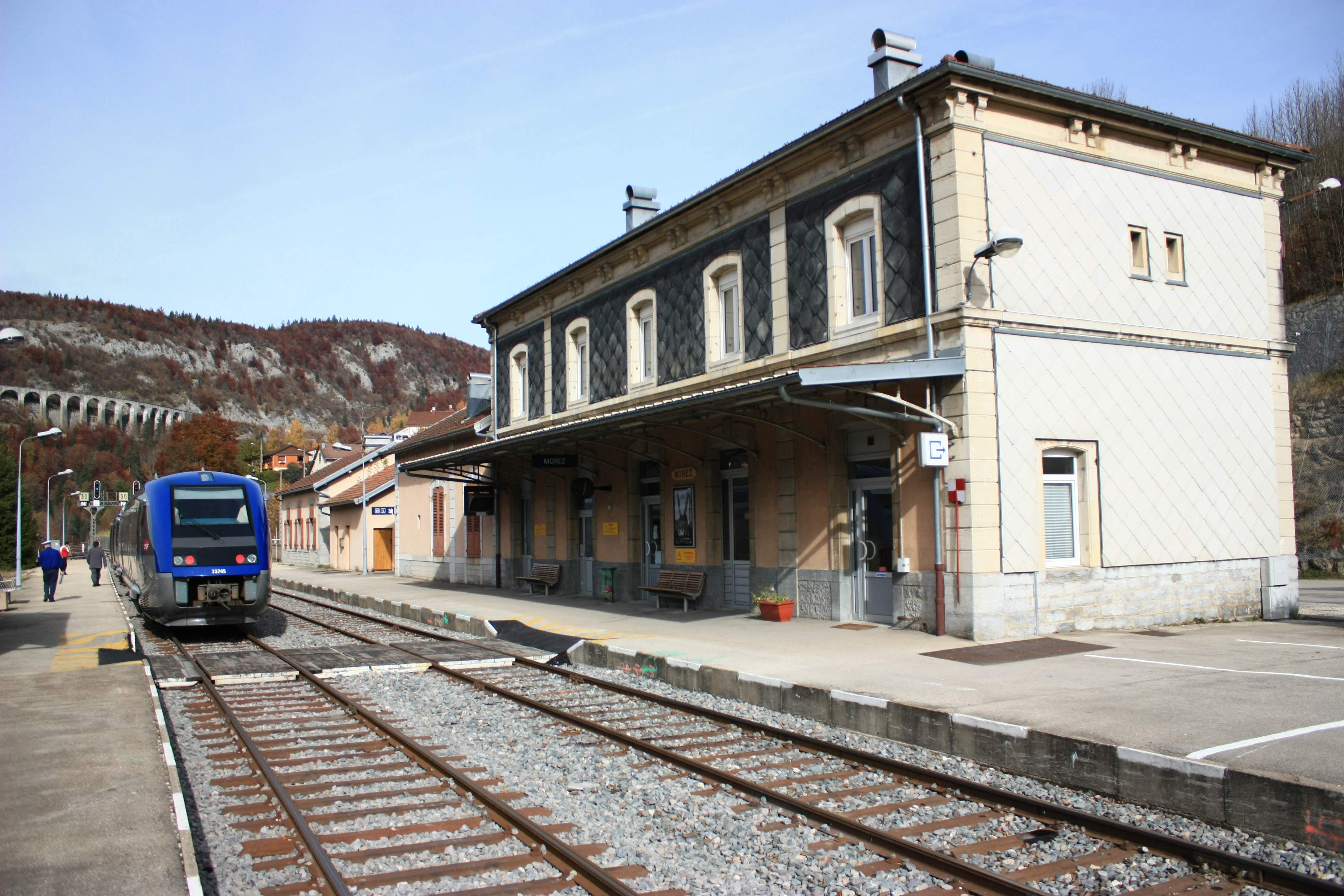
1 autorail ATER à quai et le bâtiment voyageurs.